# Андерсен, Филип
Филип Солонго Хофман Андерсен (дат. Filip Solongo Hofman Andersen; род. 13 февраля 2003, Карлсунде, Зеландия), также известный как Филип Чинзориг (монг. Чинзоригийн Филип) — монгольский и датский футболист, защитник клуба «Улан-Батор» и национальной сборной Монголии.

## Клубная карьера
Филип начинал карьеру в «Карлсунде», а в 2015 году вошёл в систему «Брондбю». К 2019 году Филип стал твёрдым игроком основы юношеской команды «Брондбю». Он выступал в её составе до 2022 года, после чего присоединился к клубу «Роскилле» с целью получить опыт игры на взрослом уровне. В сезоне 2022/23 Филип принял участие в 5 встречах в рамках второго дивизиона Дании, а также 1 кубковой игре. 
Летом 2023 года он перебрался в «Славию» из Карловых Вар. Его дебют за чешский коллектив состоялся 6 августа 2023 года в матче против второй команды «Дуклы». Всего Филип провёл 11 встреч третьей чешской лиги.
В начале 2024 года Филип впервые оказался на своей исторической родине, перейдя из «Славии» в «Улан-Батор».

## Международная карьера
В 2018—2021 годах защитник представлял Данию на юношеском уровне, приняв участие в общей сложности в 9 встречах. 
Благодаря монгольским корням, Филип имел право на смену футбольного гражданства, чем он и воспользовался в 2023 году, приняв вызов в сборную Монголии (до 23 лет). 12 октября того же года Филип дебютировал в составе первой сборной страны, выйдя в стартовом составе на первый матч квалификации на чемпионат мира 2026 против национальной сборной Афганистана: защитник отыграл встречу целиком и получил жёлтую карточку. 17 октября он сыграл в ответной игре.